# Rolls-Royce Dawn
Rolls-Royce Dawn — это четырёхместный роскошный кабриолет, производимый британской компанией Rolls-Royce Motor Cars. Впервые представленный в 2015 году на Франкфуртском автосалоне, Dawn является воплощением утончённого стиля и комфорта, характерного для автомобилей марки Rolls-Royce. Название «Dawn» было выбрано в честь модели Silver Dawn, выпускавшейся с 1949 по 1955 год.

## История
Rolls-Royce Dawn был анонсирован как самый красивый кабриолет в мире и призван стать идеальным автомобилем для поездок с открытым верхом. Основной целью создания этой модели было объединение классической элегантности и современных технологий, что позволило привлечь внимание как традиционных ценителей бренда, так и новых покупателей.

## Дизайн и экстерьер
Rolls-Royce Dawn отличается уникальным и элегантным дизайном. Внешний вид автомобиля сочетает в себе классические линии и современные элементы, что подчёркивает его престижность и роскошь. Особое внимание уделено аэродинамическим характеристикам и общей эстетике.
Ключевой особенностью автомобиля является его мягкая крыша, которая может быть убрана за 22 секунды при скорости до 50 км/ч. Крыша выполнена из высококачественных материалов и обеспечивает отличную звукоизоляцию.

## Интерьер
Интерьер Rolls-Royce Dawn выполнен с использованием самых высококачественных материалов, таких как кожа, дерево и металл. Внутреннее пространство автомобиля рассчитано на четырёх человек, обеспечивая каждому пассажиру максимальный комфорт. Каждое сиденье имеет возможность множественных регулировок, а также функцию массажа.
Система климат-контроля и аудиосистема от Bespoke Audio позволяют настроить идеальные условия для всех пассажиров. Особое внимание уделено деталям, таким как ручная отделка и персонализированные элементы интерьера.

## Технические характеристики
Rolls-Royce Dawn оснащён 6,6-литровым двигателем V12 с двойным турбонаддувом, который развивает мощность в 563 лошадиных силы и крутящий момент 820 Н·м. Автомобиль разгоняется от 0 до 100 км/ч за 4,9 секунды. Максимальная скорость ограничена электроникой на отметке 250 км/ч.
Модель оснащена восьмиступенчатой автоматической коробкой передач, которая обеспечивает плавное переключение скоростей. Подвеска автомобиля настроена таким образом, чтобы сглаживать неровности дороги, обеспечивая высочайший уровень комфорта.

## Безопасность и технологии
Rolls-Royce Dawn оборудован передовыми системами безопасности, включая адаптивный круиз-контроль, систему предупреждения о выходе из полосы движения, камеры кругового обзора и множество других функций. Автомобиль также оснащён интеллектуальными системами, которые адаптируют настройки подвески и привода в зависимости от дорожных условий.

## Признание и отзывы
С момента своего дебюта Rolls-Royce Dawn получил множество положительных отзывов от автомобильных критиков и владельцев. Автомобиль высоко оценён за его дизайн, качество сборки и уровень комфорта. Dawn также завоевал несколько наград в категории люксовых автомобилей.

## Заключение
Rolls-Royce Dawn является воплощением роскоши и элегантности, сочетая в себе передовые технологии и традиционные ценности бренда. Этот кабриолет представляет собой идеальное сочетание стиля, комфорта и производительности, что делает его одним из самых желанных автомобилей в своём классе.

## Внешние ссылки
- Официальный сайт Rolls-Royce Motor Cars
- Rolls-Royce Dawn на официальном сайте